# Il barbiere di Siviglia (Paisiello)
Il barbiere di Siviglia (tiếng Việt: Người thợ cạo thành Sevilla) là vở opera 4 màn của nhà soạn nhạc người Ý Giovanni Paisiello. Người đã sáng tác lời cho tác phẩm là Giuseppe Petrosellini. Tác phẩm được trình diễn lần đầu tiên vào năm 1782 tại thành phố Sankt Petersburg của Nga, sau đó được trình diễn tiếp vào các năm 1789 và 1805 lần lượt tại London, Anh và New Orleans, Mỹ. Cùng với vở Il barbiere di Siviglia, vở opera này của Paisiello trở thành 2 trong những vở opera hay nhất có chủ đề về "Người thợ cạo thành Sevilla".